# Aeroportul Regional Clarksville-Montgomery County
Aeroportul Regional Clarksville-Montgomery County (IATA: CKV, ICAO: KCKV, FAA LID: CKV) este un aeroport din Tennessee, Statele Unite ale Americii ce deservește zona Clarksville. Aeroportul a fost tranzitat în 2019 de 20 de pasageri. A fost numit după zona deservită.
Situat la o altitudine de 168 m, aeroportul dispune de 2 piste.

## Infrastructură

### Piste
Aeroportul dispune de 2 piste. Pista 05/23 are suprafața de asfalt și dimensiunile 4.004 picioare × 100 picioare. Pista 17/35 are suprafața de asfalt și dimensiunile 5.999 picioare × 100 picioare. 